# Torneo de las Cinco Naciones 1995
El Torneo de las Cinco Naciones de 1995 fue la 101° edición del principal Torneo de rugby del Hemisferio Norte.
El campeón del torneo fue Inglaterra.

## Clasificación
| Lugar | Selección  | Partidos | Partidos | Partidos  | Partidos | Puntos  | Puntos    | Puntos | Tabla de puntos |
| Lugar | Selección  | Jugados  | Ganados  | Empatados | Perdidos | A favor | En contra | dif.   | Tabla de puntos |
| ----- | ---------- | -------- | -------- | --------- | -------- | ------- | --------- | ------ | --------------- |
| 1     | Inglaterra | 4        | 4        | 0         | 0        | 98      | 39        | +59    | 8               |
| 2     | Escocia    | 4        | 3        | 0         | 1        | 87      | 71        | +16    | 6               |
| 3     | Francia    | 4        | 2        | 0         | 2        | 77      | 70        | +7     | 4               |
| 4     | Irlanda    | 4        | 1        | 0         | 3        | 44      | 83        | −39    | 2               |
| 5     | Gales      | 4        | 0        | 0         | 4        | 43      | 86        | −43    | 0               |

## Resultados
| 21 de enero | Francia | 21 - 9 | Gales | Parc des Princes, París |  |

| 21 de enero | Irlanda | 8 - 20 | Inglaterra | Lansdowne Road, Dublín |  |

| 4 de febrero | Inglaterra | 31 - 10 | Francia | Twickenham Stadium, Londres |  |

| 4 de febrero | Escocia | 26 - 13 | Irlanda | Estadio Murrayfield, Edimburgo |  |

| 18 de febrero | Gales | 9 - 23 | Inglaterra | Cardiff Arms Park, Cardiff |  |

| 18 de febrero | Francia | 21 - 23 | Escocia | Parc des Princes, París |  |

| 4 de marzo | Irlanda | 7 - 25 | Francia | Lansdowne Road, Dublín |  |

| 4 de marzo | Escocia | 26 - 13 | Gales | Estadio Murrayfield, Edimburgo |  |

| 18 de marzo | Inglaterra | 24 - 12 | Escocia | Twickenham Stadium, Londres |  |

| 18 de marzo | Gales | 12 - 16 | Irlanda | Cardiff Arms Park, Cardiff |  |

## Premios especiales
- Grand Slam:  Inglaterra
- Triple Corona:  Inglaterra
- Copa Calcuta:  Inglaterra
- Millennium Trophy:  Inglaterra
- Centenary Quaich:  Escocia